# Norra Sytertoppen
Norra Sytertoppen (samiska: Syjhterensjnjurhtjie) är en fjälltopp på 1768 meter över havet, belägen inom Norra Storfjället i Västerbottens län (Lappland). Toppen är länets högsta punkt.